# Amphoe Chok Chai

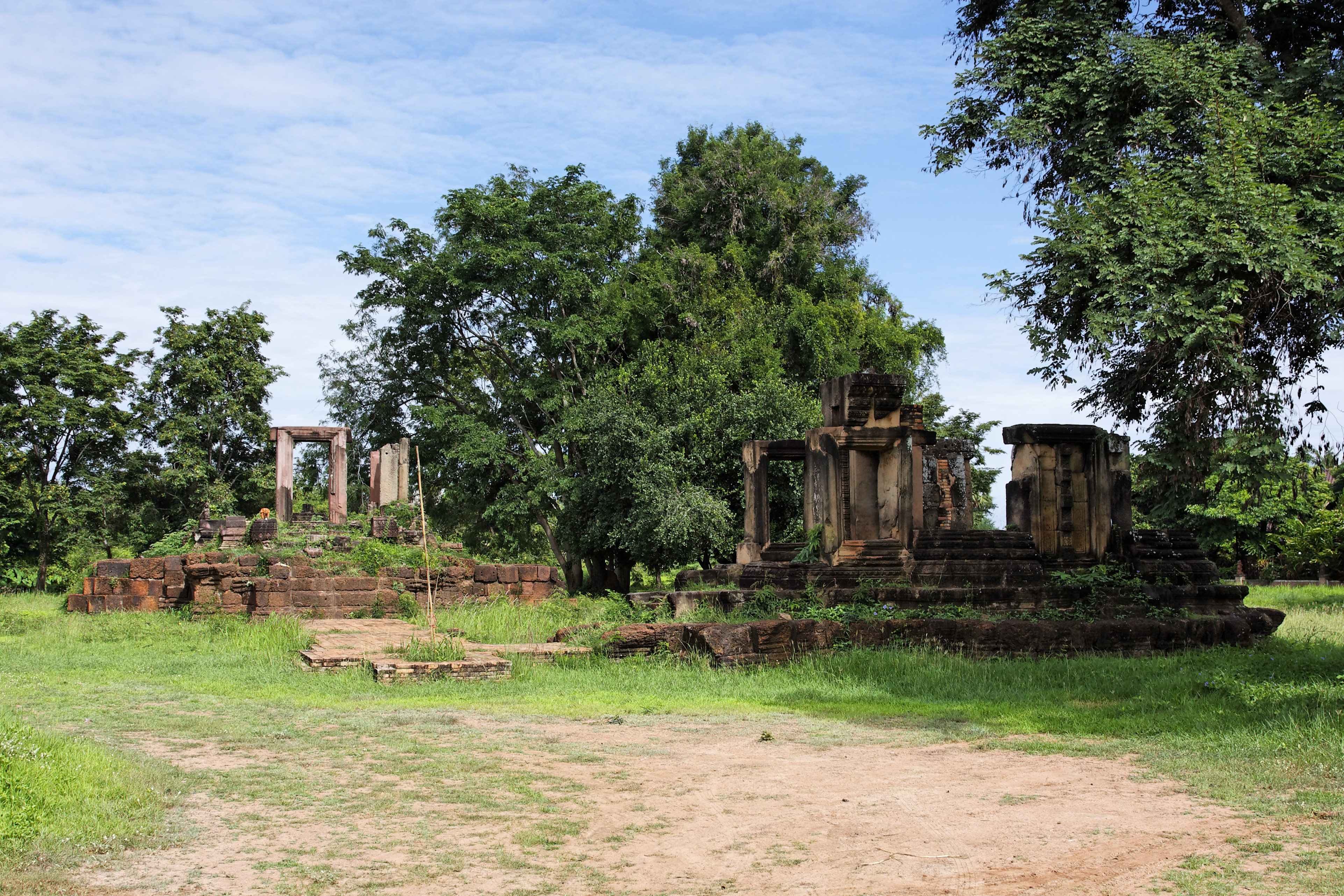
Prang Pha-Kho

Amphoe Chok Chai (in Thai: อำเภอ โชคชัย) ist ein Landkreis (Amphoe – Verwaltungs-Distrikt) im Süden der Provinz Nakhon Ratchasima. Die Provinz Nakhon Ratchasima liegt in der Nordostregion von Thailand, dem so genannten Isan. 

## Geographie
Die Nachbardistrikte sind (vom Norden aus im Uhrzeigersinn) Mueang Nakhon Ratchasima, Chaloem Phra Kiat, Nong Bun Mak, Khon Buri und Pak Thong Chai.

## Geschichte
Der frühere Name dieser Amphoe lautete Kra Thok (กระโทก). Unter anderem wegen des besseren Klangs des Namens wurde sie 1945 in Chok Chai, was im Deutschen so viel wie Sieg bedeutet, umbenannt. Der Name wurde zur Erinnerung an den Sieg des Königs Taksin des Großen über den Kriegsherren von Phimai nach dem Fall von Ayutthaya ausgewählt.

## Sehenswürdigkeiten
- Prang Pha-Kho (Thai: ปรางค์พะโค) – Ruinen eines Khmer-Tempels aus dem 11. Jahrhundert

## Verwaltung

### Provinzverwaltung
Der Landkreis Chok Chai ist in 10 Tambon („Unterbezirke“ oder „Gemeinden“) eingeteilt, die sich weiter in 132 Muban („Dörfer“) unterteilen.
| Nr.  | Name                | Thai        | Muban | Einw.  |
| ---- | ------------------- | ----------- | ----- | ------ |
| 01.  | Krathok             | กระโทก      | 13    | 07.638 |
| 02.  | Phlapphla           | พลับพลา      | 18    | 08.286 |
| 03.  | Tha Ang             | ท่าอ่าง       | 10    | 08.030 |
| 04.  | Thung Arun          | ทุ่งอรุณ       | 17    | 08.025 |
| 05.  | Tha Lat Khao        | ท่าลาดขาว    | 11    | 04.057 |
| 06.  | Tha Chalung         | ท่าจะหลุง     | 10    | 05.021 |
| 07.  | Tha Yiam            | ท่าเยี่ยม      | 16    | 10.673 |
| 08.  | Chok Chai           | โชคชัย       | 15    | 13.647 |
| 09.  | Lalom Mai Phatthana | ละลมใหม่พัฒนา | 12    | 06.504 |
| 010. | Dan Kwian           | ด่านเกวียน    | 10    | 08.765 |

### Lokalverwaltung
Es gibt drei Kommunen mit „Kleinstadt“-Status (Thesaban Tambon) im Landkreis:
- Chok Chai (Thai: เทศบาลตำบลโชคชัย) besteht aus Teilen der Tambon Chok Chai und Kra Thok.
- Dan Kwian (Thai: เทศบาลตำบลด่านเกวียน) besteht aus Teilen der Tambon Dan Kwian und Tha Ang.
- Tha Yiam (Thai: เทศบาลตำบลท่าเยี่ยม) besteht aus dem gesamten Tambon Tha Yiam.

Außerdem gibt es neun „Tambon-Verwaltungsorganisationen“ (องค์การบริหารส่วนตำบล – Tambon Administrative Organizations, TAO):
- Krathok (Thai: องค์การบริหารส่วนตำบลกระโทก) bestehend aus Teilen des Tambon Krathok.
- Phlapphla (Thai: องค์การบริหารส่วนตำบลพลับพลา)
- Tha Ang (Thai: องค์การบริหารส่วนตำบลท่าอ่าง)
- Thung Arun (Thai: องค์การบริหารส่วนตำบลทุ่งอรุณ)
- Tha Lat Khao (Thai: องค์การบริหารส่วนตำบลท่าลาดขาว)
- Tha Chalung (Thai: องค์การบริหารส่วนตำบลท่าจะหลุง)
- Chok Chai (Thai: องค์การบริหารส่วนตำบลโชคชัย) bestehend aus Teilen des Tambon Chok Chai.
- Lalom Mai Phatthana (Thai: องค์การบริหารส่วนตำบลละลมใหม่พัฒนา)
- Dan Kwian (Thai: องค์การบริหารส่วนตำบลด่านเกวียน) bestehend aus Teilen des Tambon Dan Kwian.